# Segoroyoso
Segoroyoso is een bestuurslaag in het regentschap Bantul van de provincie Jogjakarta, Indonesië. Segoroyoso telt 7927 inwoners (volkstelling 2010).